# كادى ستريكلاند
كادى ستريكلاند (بالإنجليزية: KaDee Strickland)‏(ولدت في 14 ديسمبر 1975) هي ممثلة أمريكية معروف بدورها شارلوت في مسلسل Private Practice الذي يعرض على اي بي سي دراما.كادى بدءت التمثيل من سن الطفولة .

## روابط خارجية
- كادى ستريكلاند على موقع IMDb (الإنجليزية)
- كادى ستريكلاند على موقع ألو سيني (الفرنسية)
- كادى ستريكلاند على موقع أول موفي (الإنجليزية)
- كادى ستريكلاند على موقع قاعدة بيانات الأفلام السويدية (السويدية)
- كادى ستريكلاند على موقع إن إن دي بي (الإنجليزية)
- كادى ستريكلاند على موقع قاعدة بيانات الفيلم (الإنجليزية)
- كادى ستريكلاند على موقع كينوبويسك (الروسية)